# Повіт Міма
Пові́т Мі́ма (яп. 美馬郡, みまぐん, МФА: [mʲima guɴ]) — повіт у Японії, у префектурі Токушіма. Станом на 1 серпня 2012 року його площа становила 194,8 км². Населення складало 10 043 осіб, а густота населення — 51,6 осіб/км². До складу повіту входить містечко Цуруґі.